# لارس كلوسن
لارس كلوسن (بالألمانية: Lars Clausen)‏ هو عالم اجتماع ألماني، ولد في 1935 في برلين في ألمانيا، وتوفي في 2010 في هامبورغ في ألمانيا.